# Apple A6
Apple A6 là một bộ SoC 32 bit được thiết kế bởi Apple Inc., được giới thiệu vào ngày 12 tháng 9 năm 2012 khi ra mắt iPhone 5. Apple tuyên bố rằng nó nhanh gấp đôi và có sức mạnh đồ họa cao gấp đôi so với người tiền nhiệm Apple A5.  Các thiết bị sử dụng con chip A6 và A6X đã bị ngừng hỗ trợ cập nhật lên iOS 11 do không tương thích với nền tảng hệ điều hành x64 của Apple.

## Thiết kế
Apple A6 được cho là sử dụng 1.3  GHz    CPU lõi kép tùy chỉnh dựa trên kiến trúc ARMv7-A  do Apple thiết kế, được gọi là Swift, thay vì CPU được cấp phép từ ARM như trong các thiết kế trước đó và được tích hợp 266   Bộ xử lý đồ họa (GPU) ba nhân PowerVR SGX543MP3 . Lõi Swift trong A6 sử dụng bộ hướng dẫn tinh chỉnh mới có một số yếu tố của ARM Cortex-A15, chẳng hạn như hỗ trợ cho SIMD v2 nâng cao và VFPv4.  Phân tích cho thấy lõi Swift có một mặt trước rộng ba và hai FPU, so với lõi hai chiều rộng với một FPU duy nhất trong tiền thân dựa trên Cortex-A9.
Gói bộ xử lý A6 cũng tích hợp 1 GB RAM LPDDR2-1066 so với 512 MB RAM LPDDR2-800 trong Apple A5 cung cấp dung lượng bộ nhớ gấp đôi trong khi tăng băng thông bộ nhớ lý thuyết từ 6,4 GB/s lên 8,5 GB/s. A6 bao gồm bộ xử lý tín hiệu hình ảnh (ISP) được nâng cấp, so với ISP trong A5, cải thiện tốc độ chụp ảnh, hiệu suất ánh sáng yếu, giảm nhiễu và ổn định video.
A6 được Samsung sản xuất trên cổng kim loại cao cấp (HKMG) trên tiến trình 32 nm và chip có kích thước 96,71 mm², nhỏ hơn 22% so với A5. A6 cũng tiêu thụ ít năng lượng hơn so với người tiền nhiệm của nó.
Một phiên bản của A6 với tần số cao hơn và bốn nhân đồ họa được gọi là Apple A6X và chỉ được tìm thấy trong iPad thế hệ thứ 4.

## Các sản phẩm bao gồm Apple A6
Chip Apple A6 chỉ được sử dụng trong iPhone và không có trong iPad hoặc bất kỳ thế hệ iPod touch, iPad mini hoặc Apple TV nào.
- iPhone 5
- iPhone 5C